# ماجراهای رین تین تین
ماجراهای رین تین تین (انگلیسی: The Adventures of Rin Tin Tin) یک مجموعه تلویزیونی کودکانه ماجراجویانه و وسترن آمریکایی است که مابین سال‌های ۱۹۵۴ تا ۱۹۵۹ میلادی از شبکهٔ تلویزیونی اِی‌بی‌سی پخش شد. سگی که در این سریال بازی می‌کند، نامش را از رین تین تین سگ مشهور بازیگر در دهه‌های ۱۹۲۰ و ۱۹۳۰ می‌گیرد، اما برخلاف پدربزرگش: ۲۰  عملکردش آن چنان ضعیف بود که بیشتر نقشش توسط سگ دیگری به نام «فِـلِـیم جونیور» ایفا شد.: 195 : ۱۹۵ 

## گزیدهٔ بازیگران
- لی آکر
- جیمز براون
- رین تین تین چهارم
- جو سایر
- رند بروکس
- ویلیام فارست
- ویلیام فاست
- جان هویت
- موریس انکروم
- چارلز استیونس
- پیر واتکین
- اندی کلاید
- استنلی اندروز
- آبل فرناندز
- ویلیام «بیل» هنری
- رابرت فولر (بازیگر مهمان)
- ریکو آلانیس (بازیگر مهمان)
- راسکو آتس (بازیگر مهمان)
- لی وان کلیف (بازیگر مهمان)
- هری دین استنتون (بازیگر مهمان)

## قسمت‌ها
| فصل | قسمت‌ها | قسمت‌ها | تاریخ اصلی روی آنتن رفتن | تاریخ اصلی روی آنتن رفتن |
| فصل | قسمت‌ها | قسمت‌ها | اولین بار                | آخرین بار                |
| --- | ------ | ------ | ------------------------ | ------------------------ |
| ۱   | ۳۴     | ۳۴     | ۱۵ اکتبر ۱۹۵۴            | ۳ ژوئن ۱۹۵۵              |
| ۲   | ۳۸     | ۳۸     | ۹ سپتامبر ۱۹۵۵           | ۱ ژوئن ۱۹۵۶              |
| ۳   | ۴۰     | ۴۰     | ۷ سپتامبر ۱۹۵۶           | ۲۱ ژوئن ۱۹۵۷             |
| ۴   | ۲۶     | ۲۶     | ۲۰ سپتامبر ۱۹۵۷          | ۱۸ آوریل ۱۹۵۸            |
| ۵   | ۲۶     | ۲۶     | ۱۹ سپتامبر ۱۹۵۸          | ۸ مه ۱۹۵۹                |